# 화천군 (조선민주주의인민공화국)
화천군(華川郡)은 조선민주주의인민공화국 강원도의 행정 구역으로, 1948년부터 1950년까지 존재했다.

## 역사
고구려 시기에는 생천군 또는 야시매로 불렸다. 685년 낭천으로 불리었고, 1869년 화천으로 개칭되었다. 
광복 이후 소련군정 관할에 넘어갔다. 1948년 조선민주주의인민공화국 수립 이후 관할이 되었다.                            
1949년 10월 화천면 풍산리를 분리하여 풍산1리, 풍산2리로 변경했다.
현재 전 지역이 대한민국 관할이다.

## 유적지
- 화천계성리석탑
- 위라리칠층석탑
- 화천 성불사지 석장승

## 행정 구역
- 화천면(華川面)
  - 대이리
  - 동촌리
  - 상리
  - 신읍리
  - 아리
  - 중리
  - 풍산1리
  - 풍산2리
  - 하리
- 간동면(看東面)
  - 간척리
  - 구만리
  - 도송리
  - 방천리
  - 오음리
  - 용호리
  - 유촌리
- 상서면(上西面)
  - 구운리
  - 노동리
  - 다목리
  - 마현리
  - 봉오리
  - 부촌리
  - 산양리
  - 신대리
  - 신풍리
  - 장촌리
  - 파포리

## 같이 보기
- 조선민주주의인민공화국의 지리
- 화천군
- 강원도 (조선민주주의인민공화국)
- 조선민주주의인민공화국의 행정 구역